# Livgeding
Livgeding (ty. leibgedinge) kaldtes i ældre tid de godser og landområder i et kongerige, som en enkedronning fik til underhold. De var len under kronen, men forvaltedes af indehaveren efter forgodtbefindende. Der er ikke altid blevet skelnet mellem livgeding og morgengave – især ikke i de tilfælde, hvor dronningen som enke er blevet forsørget af lenet. Det franske reine douairé betegner en dronning, som lever på livgeding.

## Livgeding i Danmark
I Danmark er det især øerne Lolland og Falster med Aalholm Slot og Nykøbing Slot, som gentagne gange er anvendt som livgeding. De danske dronninger, som har haft livgeding, er:
- Agnes af Brandenburg (1257-1304), enke efter Erik Klipping (ca. 1249 – 1286): Lolland og Falster.
- Richardis af Sachsen-Lauenburg (død 1360, også Rixa), enke efter Valdemar III (1314-1364): øen Als med Sønderborg og flere herreder i Sønderjylland.
- Christine af Sachsen (1461-1521), enke efter kong Hans (1455-1513): Næsbyhoved Slot ved Odense.
- Sophie af Pommern (1498-1568), enke efter Frederik I (1471-1533): foruden Lolland og Falster havde hun slottene i Kiel og Plön med tilhørende amter.
- Dorothea af Sachsen-Lauenburg (1511-1571), enke efter Christian III (1503-1559): godserne Åkær syd for Odder og Dronningborg ved Randers.
- Sophie af Mecklenburg (1557-1631), enke efter Frederik II (1534-1588): Lolland og Falster.
- Sophie Amalie af Braunschweig-Lüneburg (1628-1685), enke efter Frederik III (1609-1670): foruden Lolland (Aalholm) og Falster havde hun Maribo Kloster på Lolland, samt Hørsholm og Dronninggård i Nordsjælland og Sophie Amalienborg i København (som brændte 1689).
- Charlotte Amalie af Hessen-Kassel (1650-1714), enke efter Christian V (1646-1699): foruden Falster havde hun godserne Frederiksdal, Bagsværd og Gentoftegård nord for København.
- Anna Sophie Reventlow (1693-1743), enke efter Frederik IV (1671-1730): Slottet Clausholm.

## Livgeding i Sverige
I Sverige var livgeding et len under kronen, som indehaveren rådede over. De indgående områder hørte ikke under de lokale myndigheder, men forvaltedes af en generalguvernør, udpeget af enkedronningen.
Følgende enkedronningar havde livgeding:
- Katarina Stenbock (1535-1621), Gustav Vasas enke, som 1563 fik Strömsholms slot med Snevringe härad; Fiholms gård med Säby og Stora Rytterne sogne; Tynnelsö og Magerö gårde med Aspö, Överselö og Ytterselö sogne samt Tosterö i Strängnäs socken; Kungsberga gård med Fogdö, Vansö og Helgarö sogne.
- Gunilla Bielke (1568-1597), Johan III's enke, som 1585 fik Björneborgs stad og gård med visse tilliggende sogne; Kumo gård og sogn; Saris gård med visse sogne, altsammen i Finland; samt Brånäs gård i Östergötland med Dagsbergs, Steneby og Konungsunds sogne samt hundrede kongelige arvegods, de som lå nærmest Brånäs.
- Christina (1573-1625), Karl IX's enke, som fra 1612 havde Veckholms og Tynnelsö slotte med len; Gävle by og slot samt Gästrikland; Örbyhus med Tierps og Tolfta sogne; Vendels härad; Älvkarleby og Västlands sogne samt laksefiskeriet i Älvkarleby.
- Maria Eleonora af Brandenburg (1599-1655), Gustav II Adolfs enke, som i 1620 fik Gripsholm, Tynnelsö, Räfsnäs, Eskilstunahus, Strömsholm, Fiholm, Örbyhus og Gävleborgs hus samt byerne Strängnäs, Mariefred, Torshälla og Gävle og 9 herreder med 65 sogne.
- Hedvig Eleonora af Slesvig-Holsten-Gottorp (1636-1715), Karl X Gustavs enke, som fra 1660 havde Gripsholms, Eskilstuna, Strömsholms og Vadstena län. De kom tilbage til kronen 1715, men først 1719 blev de inddraget under den almene forvaltning.

Hedvig Eleonoras livgeding var det sidste. I 1720 blev tildeling af livgeding i form af len og land forbudt.
Også Liuksiala kongsgård i Finland kan nævnes; i 1577 fik Erik XIV's enke Karin Månsdotter gården i forlening mod til gengæld at afstå fra fremtidige krav på kronen.
| Historie | Spire Denne historieartikel er en spire som bør udbygges. Du er velkommen til at hjælpe Wikipedia ved at udvide den. |